# Santa Ynez
Santa Ynez é uma região censo-designada localizada no estado americano da Califórnia, no Condado de Santa Barbara.

## Geografia
De acordo com o United States Census Bureau, a localidade tem uma área de 13,3 km², onde todos os 13,3 km² estão cobertos por terra.

### Localidades na vizinhança
O diagrama seguinte representa as localidades num raio de 40 km ao redor de Santa Ynez.

## Demografia
Segundo o censo nacional de 2010, a sua população é de 4 418 habitantes e sua densidade populacional é de 331,9 hab/km². Possui 1 886 residências, que resulta em uma densidade de 141,67 residências/km².